# انریکه سولادرو
انریکه سولادرو (انگلیسی: Enrique Soladrero; ۳۰ آوریل ۱۹۱۳ – ۱۷ اکتبر ۱۹۷۶) بازیکن فوتبال اهل اسپانیا بود.
از باشگاه‌هایی که در آن بازی کرده‌است می‌توان به باشگاه فوتبال رئال بتیس، باشگاه فوتبال رئال اویدو، و باشگاه فوتبال رئال ساراگوسا اشاره کرد.
وی همچنین در تیم ملی فوتبال اسپانیا بازی کرده‌است.